# Remo Stars Football Club
Maillots
Actualités
Remo Stars Football Club est un club nigérian de football fondé en 2010 et basé dans la ville d'Ikenne.

## Histoire
Le club débute dans la banlieue de Lagos sous le nom Dender FC, en 2010 le club est promu en deuxième division. Avec cette promotion le club se réorganise et s'installe à Remo Land et se renomme Remo Stars Football Club. 
En 2017, le Remo Stars est promu la première fois en première division, en 2018 il retourne en deuxième division en terminant à la dernière place puis la saison suivante gagne de nouveau sa promotion dans l'élite mais n'y restera de nouveau qu'une seule saison. 
En 2021, le club est promu pour la troisième fois en première division et termine le championnat 2021-2022 à la troisième place, se qualifiant ainsi pour la  Coupe de la confédération 2022-2023.
Le club est sacré champion du Nigeria en 2025.

## Palmarès
- Championnat du Nigeria
  - Champion : 2025.